# Turac de Hartlaub
El turac de Hartlaub (Tauraco hartlaubi) és una espècie d'ocell de la família dels musofàgids (Musophagidae) que habita zones boscoses d'Uganda, Kenya i nord-est de Tanzània.